# Homosexualität auf Dominica

Geografische Lage von Dominica

Homosexualität ist auf Dominica für Männer und Frauen gesetzlich verboten. Das Gesetz gegen Homosexuelle wurde erst 1998 erneuert und wird mit aller Härte durchgesetzt. Jedes Anzeichen von Homosexualität kann in dieser Inselrepublik als Vorwand zu einer strafrechtlichen Verfolgung führen und vor der religiös geschürten Homophobie im Land sind auch Touristen nicht sicher.

## Illegalität
Homosexuelle Handlungen werden auf Dominica nach § 14 des Sexual Offences Act von 1998 als „grobe Unzucht“ betrachtet und mit einer Freiheitsstrafe von bis zu fünf Jahren bestraft. § 16 bestraft Analverkehr (egal ob mit Männern oder Frauen) mit einer Freiheitsstrafe von bis zu 10 Jahren, oder in einigen Fällen mit einer Einweisung in eine psychiatrische Anstalt. Für versuchten Analverkehr ist eine Strafe von bis zu 4 Jahren vorgesehen.
Von 1995 bis 2000 wurden 35 Personen wegen des Verbrechens Analverkehr verhaftet.
2023 urteilte der oberste Gerichtshof, dass das Verbot „eine nicht zu rechtfertigende Einschränkung des in der Verfassung festgeschrieben Rechts auf freie Meinungsäußerung in einer freien und demokratischen Gesellschaft“ darstellt und legalisierte damit die Homosexualität.

## Anerkennung gleichgeschlechtlicher Paare
Gleichgeschlechtliche Paare werden weder im Wege der eingetragenen Partnerschaft noch im Rahmen einer gleichgeschlechtlichen Ehe anerkannt.

## Gesellschaftliche Situation
Auf Dominica herrschen, wie in fast allen ehemals britischen Kolonien in der Karibik, diskriminierende Gesetze und homophobe Praktiken, die verhindern, dass homosexuelle Menschen Zugriff auf die Gesundheitsdienste haben. Der Inselstaat ist ein beliebtes Ziel des Tourismus, besonders aus den Vereinigten Staaten. Viele LGBT-Touristen fahren auf speziellen Karibikkreuzfahrten für homosexuelle Touristen die unterschiedlichsten karibischen Inseln an. Manche Reiseveranstalter haben auch die Inselrepublik Dominica in ihr Programm aufgenommen, mit teilweise verheerenden Folgen für die schwulen Reisenden. Erst im März 2012 wurden zwei schwule Männer aus Kalifornien von einem Kreuzfahrtschiff hinweg verhaftet und des Analverkehrs verdächtigt. Eine geplante medizinische Untersuchung des „Vorfalls“ wurde schließlich verworfen, die beiden jedoch im Gefängnis für 19 Stunden festgehalten. Da ihnen keine sexuelle Aktivität nachgewiesen werden konnte, wurde ihnen nur die Entblößung auf dem Kreuzfahrtschiff vorgeworfen und sie wurden gegen eine Strafzahlung von 4.000 Dollar freigelassen.